# Charlesville (schip, 1951)
De Charlesville was de laatst overgebleven zogenaamde "Congoboot", die tussen 1951 en 1967 werd ingezet op de lijndienst Antwerpen–Matadi (Belgisch-Congo). Het schip was van 1977 tot 2013 permanent afgemeerd in de haven van Rostock als jeugdherberg en botel onder de naam Georg Büchner. Het schip zonk op 30 mei 2013.

## Geschiedenis
De Charlesville werd gebouwd in 1951 door John Cockerill SA in Hoboken in opdracht van Compagnie Maritime Belge (CMB). Het was het laatste van vijf zusterschepen die vanaf 1947 werden gebouwd om de verbinding met de toenmalige Belgische kolonie Congo te waarborgen. De andere vier schepen waren de Albertville, Leopoldville, Elisabethville en Baudouinville. Op 6 maart 1951 vertrok het schip uit Antwerpen voor de eerste reis naar Congo.
Een rondreis in de Congodienst (Antwerpen-Matadi-Antwerpen) duurde gemiddeld een maand, met de vijf schepen kon de maatschappij een tweewekelijkse afvaart vanuit beide havens garanderen. De schepen maakten meestal een tussenstop in Tenerife en Lobito (Angola), op de terugreis werd incidenteel Boma aangedaan, iets meer stroomafwaarts aan de Kongo dan Matadi. Als laatste schip had de Charlesville een iets grotere passagiersaccommodatie gekregen, waardoor er plaats was voor 217 volwassenen en 31 kinderen. Men kon beschikken over een zwembad, lounges en een kinderspeelplaats. Het schip had zes vrachtruimen, waarvan twee met koelcompartimenten.
Op 5 juli 1967 werd het schip verkocht aan de Oost-Duitse staatsrederij VEB Deutfracht/Seereederei (DSR) in Rostock en herdoopt in Georg Büchner, naar de Duitse schrijver. Na een verbouwing kwam het schip in de vaart als vrachtschip op hoofdzakelijk diensten tussen West-Europa en Cuba en Mexico. De passagiersaccommodatie werd nog uitsluitend gebruikt voor reizen met studenten. Op 6 juni 1977 nam DSR het schip uit de vaart.
De rederij liet het schip in juli-augustus 1977 ombouwen tot een maritiem tentoonstellings- en opleidingsinstituut. Op 31 augustus werd het permanent afgemeerd op de rivier Warnow in de wijk Schmarl van Rostock. Op 5 november 1977 werd het in zijn nieuwe rol in dienst gesteld.
Na de Duitse hereniging werd de Georg Büchner op 15 maart 1991 voor een symbolische prijs overgedragen aan het stadsbestuur van Rostock om het zo voor sloop te behoeden. Het bleef onder dezelfde naam en op dezelfde plaats in gebruik als onder andere centrum voor werklozen en als bedrijfsschool voor een nabijgelegen techniekopleiding. Op 12 december 2001 werd het schip verplaatst naar een plek dichter bij het centrum van de stad. Vanaf 2003 werd het schip door de Trägerverein 'Traditionsschiff Rostock' uitgebaat als jeugdherberg en hotel. Initiatieven in Vlaanderen om het schip permanent af te meren in Antwerpen liepen op niets uit, terwijl de kosten voor de vereniging om het schip aan de moderne eisen aan te passen steeds hoger werden.

## Mogelijke sloop
In december 2012 werd bekendgemaakt dat het schip was verkocht aan een sloperij in Klaipėda, Litouwen. In een ultieme poging het schip voor België te behouden werd in januari 2013 een media-campagne gelanceerd. Op 3 januari 2013 bracht een delegatie uit Antwerpen een bezoek aan het schip. Op 16 januari verklaarde Vlaams minister Bourgeois in een commissie van het Vlaams Parlement dat hij de Duitse autoriteiten had gewezen op de monumentenstatus van het schip. De Duitse deelstaat Mecklenburg-Voor-Pommeren erkende dat en verbood (voorlopig) het wegslepen en verschroten van het schip, terwijl de stad Rostock het schip aanbood voor de symbolische prijs van 1 euro mits België, Vlaanderen of Antwerpen binnen een week de garantie zouden geven het schip te willen beschermen.
Intussen werden er tal van acties opgezet om het schip van de verschroting te redden. De acties werden eerst gecoördineerd door de Vlaamse Vereniging voor Industriële Archeologie, en vervolgens de speciaal daartoe opgezette vereniging zonder winstoogmerk "m/s Charlesville vzw".
Ondanks het protest vertrok de Charlesville op 28 mei 2013 uit Rostock naar Klaipėda in Litouwen om daar te worden verschroot.

## Zinken
Op 31 mei 2013 werd bekendgemaakt dat de Charlesville was gezonken toen het versleept werd van Rostock naar Klaipėda. De sleepboot raakte onderweg de verbinding met de Charlesville kwijt en voer door naar Gdańsk. Onderzoek naar de oorzaak zal nog volgen. In Rostock was het schip zeewaardig verklaard, maar sommige experts hadden het tegendeel verklaard. Het wrak ligt op 30 meter diepte.

## Bekende passagiers
- Jef Geeraerts[10]